# Гексанитробензол
Гексанитробензол — бризантное взрывчатое вещество (из производимых BB конкурентом по силе является разве что CL-20en:HNIW ). Бесцветное или желтовато-зеленое (в зависимости от степени очистки) кристаллическое вещество, почти нерастворимое в воде, растворимое в бензоле, толуоле. В кислородосодержащих растворителях, например ацетоне, спирте, эфире растворяется с разложением. Химически неустойчив. На воздухе в присутствии влаги или при действии водного раствора щёлочи превращается в тринитрофлорглюцин C6(OH)3(NO2)3 (желтеет). Восстанавливается аммиаком до триаминотринитробензола — одного из важнейших термостойких ВВ.

## Физические свойства
Температура плавления 246—265 °C (в зависимости от способа очистки), при 200 °C возгоняется в вакууме без разложения. Плотность в зависимости от способа производства 1,8 — 2,03 г/см3.

## Взрывные свойства
Положительные характеристики ВВ:
- Очень большая скорость детонации.
- Очень высокая теплота разложения.
- Чрезвычайно высокая бризантность.
- Высокая фугасность.
- Высокая термическая стабильность, сравнимая с термостойкими ВВ.
- Нулевой кислородный баланс.
- Может смешиваться с флегматизаторами.

Теплота взрыва — 6,99 МДж/кг. Скорость детонации — 9450 м/с при плотности 1,9 г/см3. Давление на фронте детонационной волны — 40,6 ГПа. Плотность — 2,01 г/см3.
Недостатки:
- гидролитическая нестойкость;
- дороговизна производства, в связи с потребностью (в применяемом на сегодняшний день способе синтеза) в концентрированном пероксиде водорода и некоторыми другими нюансами.
- несовместимость с аммониевыми солями.

## Производство

Метод, применявшийся в Третьем рейхе

1. Для получения сначала кипятят ТНБ с железными опилками и соляной кислотой, либо с сульфидом аммония. Полученный 3,5-динитроанилин обрабатывают большим избытком концентрированной азотной кислоты или нитриующей смеси при 5 °C, затем температуру повышают до 70 °C. Через 4 часа смесь охлаждают до 70 °C. Пентанитроанилин[англ.] C6(NO2)5NH2 отделяют с помощью сухого дихлорэтана и нитруют смесью конц. серной и азотной кислот. По другому методу пентанитроанилин окисляют перекисью водорода в большом избытке 20 % олеума при температуре 0—25 °C. Кристаллы тщательно промывают и перекристаллизовывают из сухого хлороформа.
2. Описан также способ получения, использовавшийся в Германии во время Второй мировой войны; он основан на восстановлении нитрогрупп тринитробензола (напр., сероводородом) до -NHOH, нитрованием конц. HNO3 до C6(NHOH)3(NO2)3 и последующим окислением смесью HNO3 и CrO3 до ГНБ.
3. Более удобный способ получения пентанитроанилина — восстановление 2,4,6-тринитротолуола сероводородом до 2-амино-4,6-динитротолуола и нитрование последнего до пентанитроанилина смесью HNO3/H2SO4. Пентанитроанилин, как и ГНБ, гидролитически нестабилен.

## Применение
В основном применяется для геологоразведки, а также в условиях необходимости его колоссальной взрывной силы и термостойкости, где цена ВВ имеет второстепенное значение. Военное производство рассматривается, однако в связи с высокой стоимостью данных о широком применении нет. В связи с вышесказаным, тем более сомнительно его применение для террористической деятельности. Высокая фугасность делает гексанитробензол перспективным компонентом ракетных топлив в будущем.

## Производные
Производными гексанитробензола являются несколько важных ВВ. В частности триаминотринитробензол (как сказано выше, одного из важнейших термостойких ВВ) и пентанитрофенилазид (ВВ при не сильно уступающих взрывных характеристиках, но обладающий при этом устойчивостью, близкой к тринитротолуолу).